# Atentado de París de 12 de mayo de 2018
El atentado de París del 12 de mayo de 2018 fue un ataque terrorista ocurrido en dicha fecha y ciudad; cuando un joven apuñaló a cinco transeúntes dejando a uno muerto y a los demás heridos. El agresor fue abatido por la policía.

## Atentado
El sábado 12 de mayo de 2018, alrededor de las 21 horas (hora local), un individuo atacó con un cuchillo a cinco personas en la Calle Monsigny (II Distrito de París) gritando "Alahu Akbar". En el acto murió un hombre de veintinueve años y las otras cuatro personas resultaron heridas, dos de ellas de gravedad. En tanto, el atacante caminó y se dirigió a una patrulla policial donde se abalanzó contra los oficiales gritando y con cuchillo en mano amenazándolos. Uno de los policías intentó detenerlo activando su pistola eléctrica en dos ocasiones sin éxito. Un segundo policía decidió apuntar con su arma de fuego y disparó contra el agresor dos veces hiriéndolo de muerte en la región del corazón.

## Investigaciones
La sección antiterrorista de la fiscalía de París se hizo cargo del caso. El fiscal François Molins anunció la apertura de una investigación por "asesinato en relación con una banda terrorista" e "intento de asesinato de custodio personal de la autoridad pública".
A la investigación se unieron la Brigada Criminal de la Policía Judicial de París, la Dirección General de Seguridad Interna (DGSI) y la Subdirección Antiterrorista (SDAT) de la Policía Judicial.

## Perpetrador
El sospechoso es un francés de origen checheno de veintiún años identificado como Khamzat Azimov. Sus padres fueron arrestados por la policía.
El sospechoso ya había sido investigado en abril de 2018 por la fiscalía antiterrorista.
Además, el Estado Islámico se adjudicó el ataque.